# Elmer Güity
Elmer Alexander Güity Centeno (Balfate, Colón, Honduras, 24 de octubre de 1996) es un futbolista hondureño. Juega como defensa y actualmente milita en el Juticalpa de la Liga Nacional de Honduras.

## Trayectoria

### Olimpia
Surgió de las reservas de Olimpia y fue promovido por Héctor Vargas al primer equipo. El 15 de marzo de 2015 hizo su debut profesional en Olimpia en reemplazo de Carlos Will Mejía, frente a Parrillas One, por la décima fecha del Torneo Clausura 2015, en un encuentro disputado en el Estadio Roberto Martínez Ávila de Siguatepeque. El mismo terminó 2 a 0 a favor de Olimpia. Para la temporada 2017-18 no entró en los planes del nuevo DT, Carlos Restrepo, por lo que fue cedido en calidad de préstamo al Juticalpa F.C. por un año.

## Selección nacional

### Selecciones menores
Fue convocado por José Valladares al Campeonato Sub-17 de la Concacaf de 2013, realizado en Panamá, en el cual disputó cuatro juegos. Al final, no logró entrar en la lista de jugadores que disputaron el Mundial Sub-17. 
Participaciones
| Copa                      | Sede   | Resultado    | Partidos | Goles |
| ------------------------- | ------ | ------------ | -------- | ----- |
| Campeonato Sub-17 de 2013 | Panamá | Cuarto lugar | 4        | 0     |

## Estadísticas
| Club                      | Temporada     | Liga  | Liga  | Copa Nacional | Copa Nacional | Copa Internacional | Copa Internacional | Total | Total |
| Club                      | Temporada     | Part. | Goles | Part.         | Goles         | Part.              | Goles              | Part. | Goles |
| ------------------------- | ------------- | ----- | ----- | ------------- | ------------- | ------------------ | ------------------ | ----- | ----- |
| Olimpia Honduras          |               |       |       |               |               |                    |                    |       |       |
| 2014/15                   | 2             | 0     | -     | -             | 0             | 0                  | 2                  | 0     |       |
| 2015/16                   | 11            | 0     | -     | -             | 1             | 0                  | 12                 | 0     |       |
| 2016/17                   | 23            | 0     | -     | -             | 3             | 0                  | 26                 | 0     |       |
| Total                     | 36            | 0     | 0     | 0             | 4             | 0                  | 40                 | 0     |       |
| Juticalpa Honduras        |               |       |       |               |               |                    |                    |       |       |
| 2017/18                   | 25            | 5     | -     | -             | -             | -                  | 25                 | 5     |       |
| Total                     | 25            | 5     | 0     | 0             | 0             | 0                  | 25                 | 0     |       |
| Olimpia Honduras          |               |       |       |               |               |                    |                    |       |       |
| 2018/19                   | 34            | 3     | -     | -             | -             | -                  | 34                 | 3     |       |
| 2019/20                   | 7             | 0     | -     | -             | 2             | 0                  | 9                  | 0     |       |
| Total                     | 41            | 3     | 0     | 0             | 2             | 0                  | 43                 | 3     |       |
| Univ. Pedagógica Honduras |               |       |       |               |               |                    |                    |       |       |
| 2020/21                   | 5             | 0     | -     | -             | -             | -                  | 5                  | 0     |       |
| Total                     | 5             | 0     | 0     | 0             | 0             | 0                  | 5                  | 0     |       |
| Total carrera             | Total carrera | 107   | 8     | 0             | 0             | 6                  | 0                  | 113   | 8     |

## Palmarés

### Campeonatos nacionales
| Título                    | Club     | País     | Año  |
| ------------------------- | -------- | -------- | ---- |
| Copa de Honduras          | Olimpia  | Honduras | 2015 |
| Liga Nacional de Honduras | Olimpia  | Honduras | 2015 |
| Liga Nacional de Honduras | Olimpia  | Honduras | 2016 |
| Liga Nacional de Honduras | Olimpia  | Honduras | 2019 |
| Liga Nacional de Honduras | Marathón | Honduras | 2022 |